# سلطان الشامسی
سلطان الشامسی (انگلیسی: Sultan Al-Shamsi؛ زادهٔ ۲۲ ژوئن ۱۹۹۶) یک بازیکن فوتبال اهل امارات متحده عربی است.
وی همچنین در تیم ملی فوتبال United Arab Emirates بازی کرده است.